# I. Pharnavaz ibériai király
I. Pharnavaz (grúzul: ფარნავაზ I) (i. e. 326 – i. e. 234) – Iberia első királya volt, mely egy ősi grúz állam volt a Kaukázusban, s melyet a grúz forrásokban Kartíroként is neveztek grúz király, a Pharnavaz-dinasztia királya.

## Élete

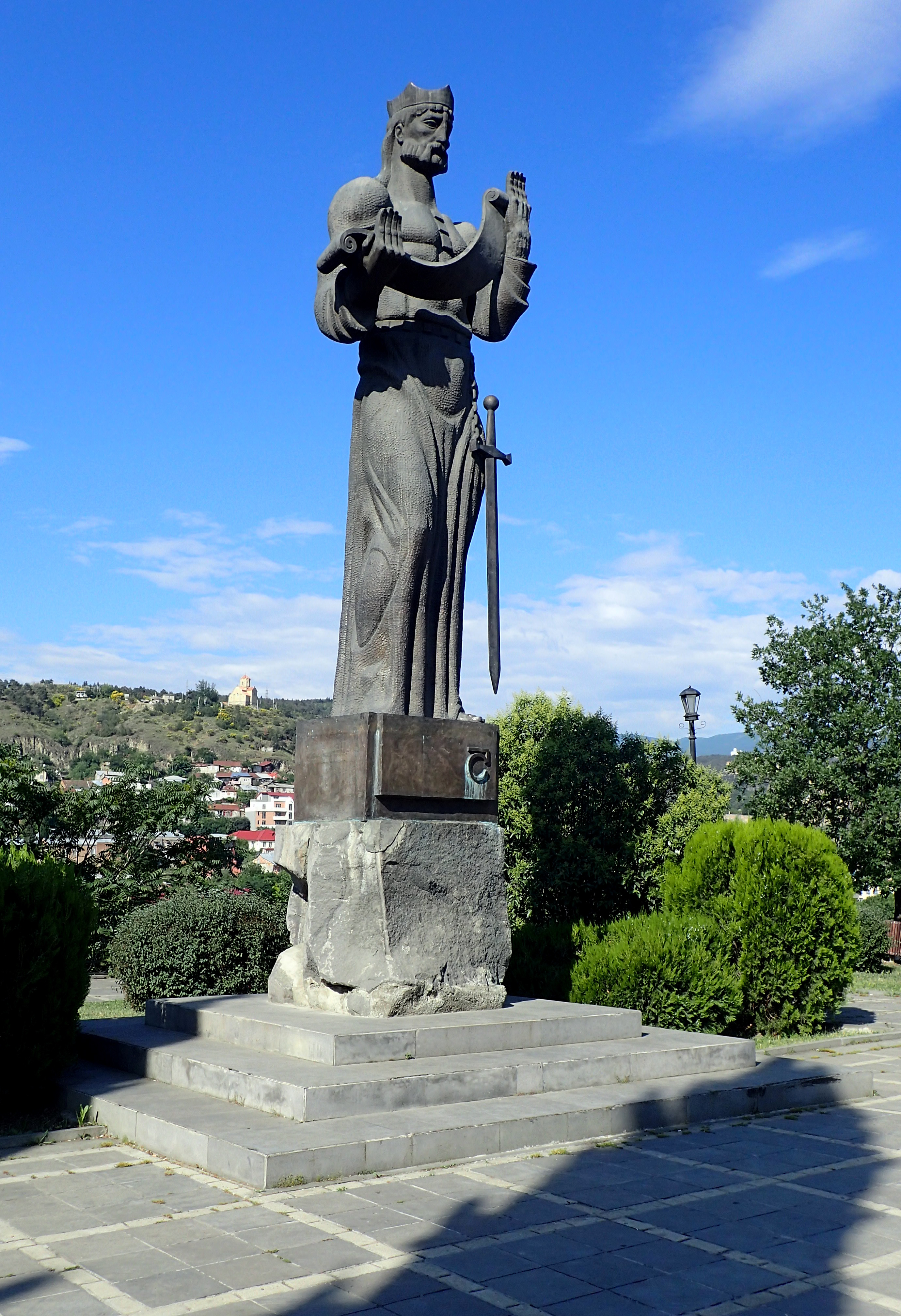
Parnawas szobra Tbilisziben

Parnawas a Kr. e. 4. század végén Iberia uralkodó családjának fiaként született. Egy grúz krónika, a Kartlisz Tszkhovreba (Kartli története) szerint a Kaukázustól délre eső területek elfoglalásakor Azo, aki Nagy Sándor tisztje volt,  lemészárolta a helyi uralkodó családot is és meghódította a régiót. Parnawas azonban, aki az utolsó életben maradt tagja volt az uralkodó családnak elmenekült, majd később a Kr. e. 4. század végén legyőzte és I. Pharnavaz néven Ibéria első királya lett és körülbelül Kr. e. 302-től Kr. e. 237-ig, 65 évi uralkodás után hunyt el.
Pharnavaz később, miután visszavert egy külső támadást, leigázta a környező területeket, köztük Kolkhisz jelentős részét is (helyi nevén Egriszi). Királysága területe a Perzsa Birodalomhoz hasonlóan, az Eristawis által vezetett közigazgatási körzetekre oszlott. A területet nyolc részre osztotta fel, amelyből hét Saeristawo (საერისთავო) és egy Szaspaszpeto (სასპასპეტო) volt. Királysága egész Kelet- és Dél-Grúziát és Nyugat-Grúzia nagy részét magába foglalta. Egy időben sok szomszédos terület is Iberia irányítása alatt állt, különösen az Észak-Kaukázusban és Albániában. Iberia szoros baráti kapcsolatot ápolt a Szeleukida Birodalommal is.

Uralkodása idején a fővárosban Armaziban erődöt épített, és újjáépítette az Azo (Ason) által elpusztított várakat is, valamint megreformálta a grúz ábécét és új közigazgatást szervezett, megyékre osztva az ország területét. Utódai később megszerezték a Kaukázus több fontos hágója feletti ellenőrzést, köztük a Darjal-szorost (más néven az Ibériai kaput) is.